# Kosmas (przedsiębiorstwo)
Kosmas s.r.o. – czeska księgarnia internetowa oraz sieć księgarni z siedzibą w Pradze. Kosmas jest jedną z największych firm zajmujących się dystrybucją książek w Czechach.
Sklep internetowy Kosmas.cz rozpoczął działalność w 1999 roku. W 2016 r. był najczęściej odwiedzaną księgarnią internetową na rynku czeskim. 